# Вијана
Вијана је град и општина који се налази у провинцији и аутономној области Навари, северна Шпанија. Град је најпознатији као место смрти Чезара Борџије. Франциско Гонзалез де Ибара, мисионар који је био активан у Калифорнији у 19. веку, рођен је у овом граду.

## Становништво
| 1981. | 1991. | 2001. |
| ----- | ----- | ----- |
| 3.413 | 3.365 | 3.425 |

## Галерија
- Грб Карла V у Вијани
- Црква Санта Марија
- Спољашњост цркве Сан Педро
- Градска скупштина Вијане